# Simply Streisand
Simply Streisand ist der Titel eines Albums von Barbra Streisand.

## Geschichte
Simply Streisand ist das neunte Studioalbum von Barbra Streisand. Das Album wurde fast gleichzeitig mit ihrem Weihnachtsalbum A Christmas Album im Herbst 1967 veröffentlicht. Es enthält ausschließlich Songs aus diversen Broadwaymusicals. In den Vorgängeralben hatte sie zwar bereits Melodien aus Musicals veröffentlicht, diese jedoch wechselten sich jeweils mit Jazzstandards ab. Ein vergleichbares Album zu Simply Streisand sollte erst 1985 mit The Broadway Album wieder erscheinen. Der Musicalkomponist Richard Rodgers schrieb für das Cover des Albums eine Widmung. Simply Streisand wurde zwar mit einer goldenen Schallplatte ausgezeichnet, erreichte allerdings als erstes Album von Barbra Streisand nicht die Top Ten der Albumcharts in den USA. Als höchste Platzierung wurde der 12. Platz notiert.

## Track Liste

### Seite A
1. "My Funny Valentine" (Lorenz Hart, Richard Rodgers) – 2:22
  - aus Babes in Arms (1937)
2. "The Nearness of You" (Hoagy Carmichael, Ned Washington) – 3:27
3. "When Sunny Gets Blue" (Marvin Fisher, Jack Segal) – 2:56
4. "Make the Man Love Me" (Dorothy Fields, Arthur Schwartz) – 2:26
  - aus  A Tree Grows in Brooklyn (1951)
5. "Lover Man (Oh, Where Can You Be?)" (Jimmy Davis, Roger Ramirez, James Sherman)

### Seite B
1. „More Than You Know“ (Edward Eliscu, Billy Rose, Vincent Youmans) – 3:29
2. „I'll Know“ (Frank Loesser) – 2:47
  - aus Guys and Dolls (1950)
3. „All the Things You Are“ (Oscar Hammerstein II, Jerome Kern) – 3:36
  - aus Very Warm for May (1939)
4. „The Boy Next Door“ (Ralph Blane, Hugh Martin) – 2:50
  - aus Meet Me in St. Louis (1944)
5. „Stout-Hearted Men“ (Hammerstein, Sigmund Romberg) – 2:43
  - aus The New Moon (1928)